# كولين كوسيمانس
كولين كوسيمانس (3 أغسطس 1992 بغنت في بلجيكا - ) هو لاعب كرة قدم بلجيكي في مركز حراسة المرمى. شارك مع منتخب بلجيكا تحت 19 سنة لكرة القدم ومنتخب بلجيكا تحت 21 سنة لكرة القدم. أما مع النوادي، فقد لعب مع فاسلاند بيفيرين وكيه في ميخيلين ونادي كلوب بروج.

## وصلات خارجية
- كولين كوسيمانس على موقع الاتحاد الأوربي (الإنجليزية)
- كولين كوسيمانس على موقع الاتحاد البلجيكي (الإنجليزية)
- كولين كوسيمانس على موقع قاعدة بيانات كرة القدم.إي يو (الإنجليزية)
- كولين كوسيمانس على موقع Soccerway.com (الإنجليزية)
- كولين كوسيمانس على موقع عالم كرة القدم.نت (الإنجليزية)